# Nittedal

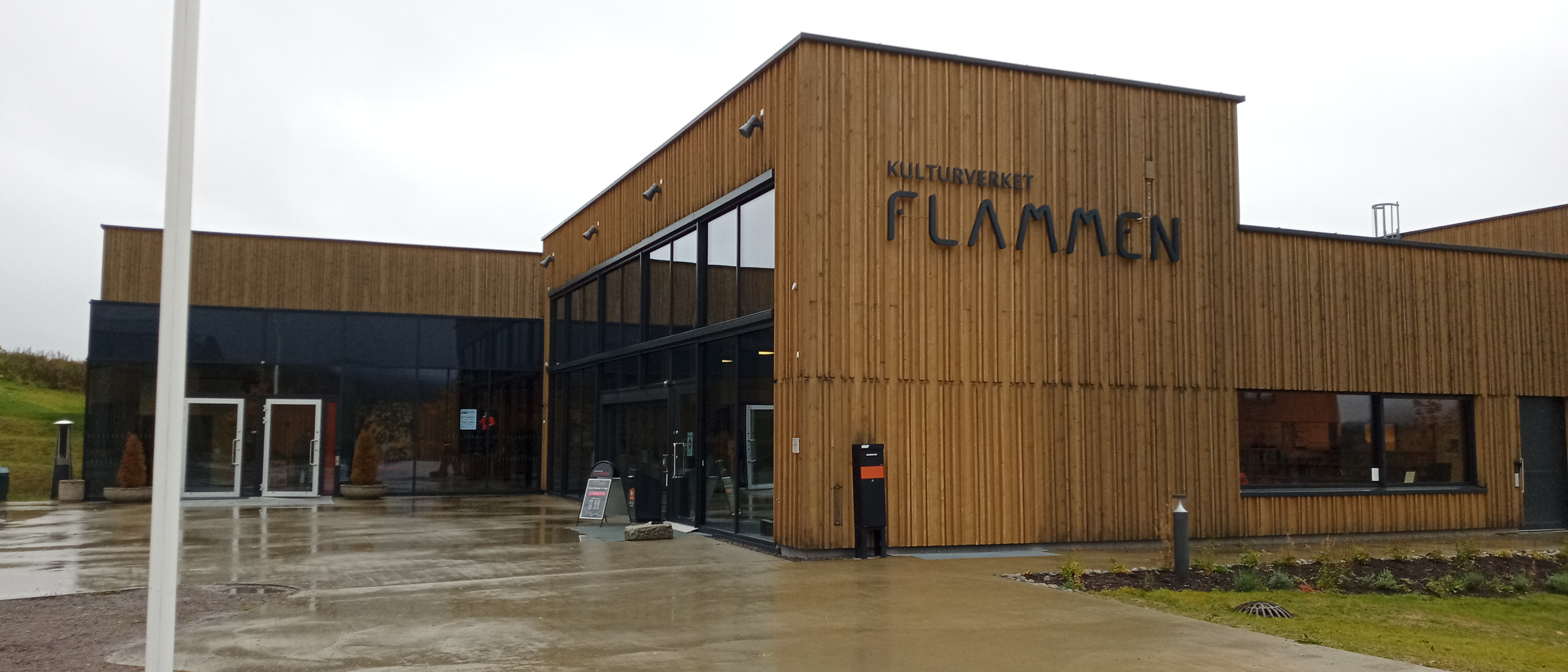
Centro Cultural Flammen

Nittedal es un municipio situado en el área metropolitana de Oslo, en la provincia de Viken. Tiene una población estimada, a inicios de 2023, de 25 440 habitantes.
Está ubicado al sureste del país, al oeste de la frontera con Suecia y junto al lago Mjøsa y el río Glomma.